# Moniti Revan
Moniti Revan – trzecia płyta zespołu Homo Twist, nagrana i wydana w 1997 roku. 
Jej nagranie poprzedziły kolejne zmiany w składzie zespołu – Dreadhuntera na basie zastąpił Olaf Deriglasoff, wnosząc do muzyki nieco punkowego brzmienia. 

## Lista utworów
Źródło.
| Nr  | Tytuł utworu                   | Autorzy                                | Długość |
| --- | ------------------------------ | -------------------------------------- | ------- |
| 1.  | „Open Yo Cha Cha”              | Maciej Maleńczuk                       | 2:12    |
| 2.  | „Arkadiusz”                    | Maciej Maleńczuk                       | 4:14    |
| 3.  | „Norwid”                       | Cyprian Kamil Norwid, Maciej Maleńczuk | 3:04    |
| 4.  | „Spider act I”                 | Maciej Maleńczuk                       | 2:08    |
| 5.  | „Spider act II”                | Emily Dickinson, Maciej Maleńczuk      | 1:31    |
| 6.  | „Spider act III”               | Maciej Maleńczuk                       | 1:54    |
| 7.  | „Człowiek z wiekiem od trumny” | Maciej Maleńczuk                       | 3:28    |
| 8.  | „Irma tine Var”                | Maciej Maleńczuk                       | 2:04    |
| 9.  | „Twist Again”                  | Maciej Maleńczuk                       | 3:18    |
| 10. | „Moniti Revan”                 | Maciej Maleńczuk                       | 3:36    |
| 11. | „Bambry”                       | Maciej Maleńczuk                       | 4:05    |
| 12. | „Płaszcz syna”                 | Maciej Maleńczuk                       | 2:38    |
| 13. | „(...)”                        | Maciej Maleńczuk                       | 1:00    |
| 14. | „Bema pamięci żałobny rapsod”  | Cyprian Kamil Norwid, Czesław Niemen   | 9:09    |
| 15. | „Admire dau”                   | Maciej Maleńczuk                       | 2:36    |
|     |                                |                                        | 46:57   |

## Skład
Źródło.
- Maciej Maleńczuk
- Olaf Deriglasoff
- Arthur Hajdasz

## Single
- Twist Again

1. Twist again 3:18
2. Open yo cha cha 2:12
3. Maleńczuk o płycie 7:20

- Irma Tine Var

1. Irma Tine Var 2:04
2. Postacie 4:40
3. Tusz 2:35